# Gara Titu
Gara Titu este o gară construita în 1872 care deservește orașul Titu, județul Dâmbovița, România.
În 2019 peronul gării a fost parțial renovat, adăugându-se liniei 1 un peron cu un metru mai înalt decât celelalte, dotat cu bănci, balustrade și stâlpi de iluminat noi.